# Erik Larsson (hockeista su ghiaccio)
Erik Waldemar Larsson, detto Burret (Stoccolma, 18 gennaio 1905 – Stoccolma, 8 marzo 1970), è stato un hockeista su ghiaccio svedese.

## Palmarès

### Olimpiadi invernali
- Argento a Sankt Moritz 1928 nell'hockey su ghiaccio.